# Elements (EP)
Elements es el segundo EP de la banda japonesa ficticia de metal gótico Ave Mujica. Fue lanzado el 2 de octubre de 2024 a través de Bushiroad Music. 
El EP incluye cinco canciones con una duración total de 21 minutos y 51 segundos. El trabajo logró posicionarse en la lista oficial de álbumes japoneses publicada por Oricon.

## Antecedentes y lanzamiento
El 7 de julio de 2024, se anunció el lanzamiento de un EP en octubre de ese mismo año, titulado "Elements". La información se hizo pública el mismo día del segundo concierto en vivo de la banda, titulado "Quaerere Lumina". El EP se lanzó oficialmente el 2 de octubre de ese mismo año. La letra fue escrita por Diggy-MO', exmiembro del grupo japonés de hip hop Soul'd Out.
Elements se grabó en Mech Studio, Sound City, Tokio, y en Supa Love Studio, Tokio, mientras que la mezcla se realizó en Fennel Studio, Shibuya, Tokio. El EP fue producido por Koki Ogata. El ingeniero de masterización fue Hiromichi "Tucky" Takiguchi, quien masterizó el EP en su propio estudio.
Elements se lanzó en una edición regular y una limitada. Esta última incluía un disco Blu-ray que contenía el segundo concierto del grupo, "Quaerere Lumina", completo.

## Recepción
Katarina McGinn de Dead Rhetoric, reseñó el EP y escribió que Elements se convirtió en un trampolín enorme para cautivar tanto a la comunidad de BanG Dream! como a ciertos sectores del heavy metal. McGinn añadió que la música difumina la línea entre la belleza y la melancolía, con abundantes fuegos artificiales de guitarra y riffs que se ven potenciados por sintetizadores en lugar de eclipsados por ellos. Añadió que el momento de un lanzamiento musical es inmejorable, dado que una serie de anime sobre la banda se emitirá a principios de 2025. Pronosticó que el grupo podría expandirse rápidamente y Elements confirmaría esa afirmación.
En los Hot Albums Charts publicados por Billboard Japan, Elements alcanzó el puesto número 7 y permaneció en la lista durante cuatro semanas.

## Lista de canciones
| N.º | Título             | Productor (es)   | Duración |  |
| 1.  | «Symbol I : △»     | Daisuke Hasegawa | 5:13     |  |
| 2.  | «Symbol II: Air»   | Ryo Takahashi    | 3:34     |  |
| 3.  | «Symbol III : ▽»   | Kazuki Tomita    | 4:17     |  |
| 4.  | «Symbol IV: Earth» | Daisuke Hasegawa | 4:00     |  |
| 5.  | «Ether»            | Daisuke Hasegawa | 4:47     |  |

## Posicionamiento en lista
| Lista (2025)                          | Mejor posición |
| ------------------------------------- | -------------- |
| Japanese Albums (Oricon)              | 5              |
| Japanese Combined Albums (Oricon)     | 9              |
| Japanese Hot Albums (Billboard Japan) | 7              |

## Personal
Ave Mujica
- Rico Sasaki (Doloris) – voz, guitarra principal
- Yuzuki Watase (Mortis) – guitarra rítmica, coros
- Mei Okada (Timoris) – bajo, coros
- Kanon Takao (Oblivionis) – teclados, coros
- Akane Yonezawa (Amoris) – batería, coros